# Linnaemya omega
Linnaemya omega là một loài ruồi trong họ Tachinidae.